# Alişan Şeker
Alişan Şeker (* 4. Juli 1986 in Bartın) ist ein türkischer Fußballtorhüter.

## Karriere

### Verein
Ataman startete mit dem Vereinsfußball 1999 in der Jugend von Kemerspor und wechselte 2003 in die Jugend von Türk Telekomspor. Bereits ein Jahr später wurde er als Profispieler in den Kader der ersten Mannschaft aufgenommen. In dieser Mannschaft eroberte er sich schnell einen Stammplatz und behielt diesen bis zu seinem Abschied zum Sommer 2009.
Zur Saison 2009 wechselte er zum Erstligisten Sivasspor. Hier war er zwei Spielzeiten als Ersatzkeeper aktiv und verließ den Verein im Sommer 2011 Richtung Zweitligist Kırklarelispor.
Zum Sommer 2013 wechselte er dann in die TFF 1. Lig zum Erstligaabsteiger Orduspor. Im Januar 2015 kehrte er zu seinem früheren Verein Kırklarelispor zurück. Zur Saison 2015/16 wechselte er zum Zweitligisten Alanyaspor. Mit diesem Verein wurde er im Sommer 2016 Play-off-Sieger der TFF 1. Lig und stieg mit ihm in die Süper Lig auf.
In der Sommertransferperiode 2017 kehrte er ein weiteres Mal zu  Kırklarelispor zurück.

### Nationalmannschaft
Şeker spielte im Mai 2006 einmal für die türkische U-20-Nationalmannschaft. Im November des gleichen Jahres wurde er in den Kader der türkische U-21-Nationalmannschaft nominiert, saß aber bei der entsprechenden Begegnung auf der Ersatzbank.

## Erfolge
Mit Alanyaspor
- Play-off-Sieger der TFF 1. Lig und Aufstieg in die Süper Lig: 2015/16